# Paul Lempelius
Paul Lempelius eller Paulus Andreae, född omkring 1592, död 29 september 1665, var en finlandsfödd skolrektor och präst verksam i Tallinn och i Röicks församling på Dagö. Han omtalas även som Schröder eller Scraderus.
Lempelius var son till Andreas Petri Scraderus (Schröder), hjälplärare i Åbo och senare kyrkoherde i Lembois, och Valborg Tynisdotter. Han föddes omkring 1592 i Lembois och tog sitt efternamn efter födelseorten. Lemboid studerade vid Katedralskolan i Åbo och utexaminerades år 1622 med utmärkta resultat. År 1624 titulerades han doktor, trots att han inte hade studerat vid universitetet. 
Mellan 1622 och 1624 arbetade han som lärare vid Tallinns katedralskola och efter sin prästvigning den 1 juli 1624 blev han rektor vid samma skola. Till hans uppgifter hörde att bistå domprosten vid predikningar. Lempelius  avsattes av okänd anledning i augusti 1625 och tog tjänst som församlingspräst i en nybildad församling i Röicks. Han vigdes till tjänsten den 7 september 1627 och år 1628 bekräftade Jakob De la Gardie, som var länsherre över Dagö, utnämningen och fastställde de nya församlingsgränserna.
Vid den tiden fanns ett kapell byggt i trä i  byn Pihla och gudstjänsterna hölls gemensamt för både svenskar och ester, med predikningar på båda språken. År 1630 lät Lempelius bygga en ny kyrka och 1635 en ny prästgård. År 1633 uppförde han en av de första skvaltkvarnarna i trakten. Lempelius var tillsammans med kaplanen de första som ägnade sig åt folkbildning på orten.  
Lempelius gifte sig år 1625 med Catharina Wyck, en ung änka och dotter till köpmannen och borgaren i Hapsal, Hans Wyck, och Sofia Netebohm. År 1642 besökte han Åbo för att "deponera sina söner" för studier vid Akademien och samtidigt hämta sina böcker och sitt föräldraarv. Resan till Åbo ledde till att familjen år 1642 anställde Jonas Nicolai Kempe från Småland, som hade utexaminerats från Tartu universitet, som informator åt barnen. Kempe blev kaplan i församlingen år 1644. Lempelius hustru rymde till Åbo tillsammans med Kempe 1647, men de greps och sändes tillbaka till Tallinn för rättegång och avrättning år 1649. Innan den tragiska avslutningen hade  Lempelius undersökt möjligheten att få arbete i Dorpats stift och flytta dit med sin familj. 
Lempelius gifte om sig och hans änka levde fortfarande år 1669 i Röicks. Själv fortsatte han att verka i församlingen fram till sin död 1665.

## Övrigt

### RomanenPrästen i Reigi
Aino Kallas gav ut romanen Reigin pappi: Hiidenmaalainen tarina (på svenska Prästen i Reigi: En berättelse från Dagö) på finska år 1926. Två år senare gavs den ut på estniska och år 1936 på svenska i översättning av Bertel Gripenberg på Albert Bonniers förlag. Den bygger delvis på historiskt material där Paul Lempelius efter att ett barn dött i en brand sändes som pastor till Röicks. Hans hustru Catharina Wycken föll dock för hjälpprästen Jonas Kempe och de flydde till Åbo, blev gripna och sända till Tallinn. Där avrättades de medan Paul Lempelius liv fortsatte i Röicks.

### Reigi õpetaja (opera)
År 1971 komponerades operan Reigi õpetaja av Eduard Tubin med libretto av Jaan Kross som bygger på Aino Kallas roman Prästen i Reigi. Eftersom huvudrollen i operan var en präst, vilket väckte anstöt i Sovjetunionen, sköts urpremiären upp till 1979 på Vanemuine-teatern i Tartu och sedan 1988 på Estlands nationalopera. Tubin gjorde också en svenskspråkig version av operan. Nordiska Musikförlaget/Gehrmans Musikförlag utgav en CD med teaterns föreställning år 1974 publicerat. Dirigent var Paul Mägi.

### Reigi õpetaja (film)
Reigi õpetaja är en estnisk långfilm från 1977. Filmen bygger på Aino Kallas roman med samma namn och har anpassats för film av Valentin Kuik. Regissör var Jüri Müür och i huvudrollen som Paulus Andreas Lempelius ses Mikk Mikiver.